# M’Ballou Fatoumata Camara
Pour les articles homonymes, voir Camara.
M’Ballou Fatoumata Camara est une députée et femme politique guinéenne.
Députée à l'Assemblée nationale, élu le 22 avril 2020 jusqu'au 5 septembre 2021.

## Biographie
Elle est membre du parti rassemblement pour le développement intégré de guinée (RDIG), de l'ancien député Jean Marc Telliano président du parti et ancien ministre de l'agriculture de l'ancien président Alpha Condé.
Député aux comptes du RDIG aux élections législatives du 22 mars 2020, elle est membre de la commission commerce, hôtellerie, tourisme et artisanat du 22 avril 2020 jusqu'au 5 septembre 2021,.